# Christian Kipfer
Christian Kipfer (Suiza, 19 de diciembre de 1921-2009) fue un gimnasta artístico suizo, subcampeón olímpico en Londres 1948 en el concurso por equipos.

## Carrera deportiva
Sus mayores triunfos son haber conseguido la plata en el concurso por equipos en las Olimpiadas de Londres 1948, tras los finlandeses y por delante de los húngaros, siendo sus compañeros de equipo: Karl Frei, Walter Lehmann, Robert Lucy, Michael Reusch, Josef Stalder, Emil Studer y Melchior Thalmann; en las mismas Olimpiadas también logró la medalla de bronce en las barras paralelas.